# الین آیوز-کامرون
الین آیوز-کامرون (انگلیسی: Elaine Ives-Cameron؛ ۵ دسامبر ۱۹۳۸ – ۱۵ نوامبر ۲۰۰۶) یک هنرپیشه اهل انگلستان بود.
وی بازیگر فیلم‌هایی همچون رسالت، ترس، دکتر هو و خانم مارپل بوده است.